# Peribea (figlia di Alcatoo)
Peribea (in greco antico: Περίβοια?, Períboia) o Eribea è un personaggio della mitologia greca. Fu regina di Salamina.

## Genealogia
Figlia di Alcatoo, sposò Telamone e divenne madre di Aiace Telamonio.

## Mitologia
Fu sorteggiata per unirsi alle vittime del Minotauro e salpò per Creta a fianco di Teseo. Sulle coste, infiammò l'amore di Minosse che cercò di violentarla, ma Teseo lo respinse bruscamente, sostenendo che un figlio di Poseidone avesse l'obbligo di impedire che i tiranni abusassero delle vergini.
Peribea, lusingata, invitò Teseo a giacere con lei, poi ritornò poi in Attica e qui sposò Telamone re di Salamina.
Alcatoo s'oppose al matrimonio e ordinò ad un servo di gettarla in mare ma l'uomo la risparmiò preferendo venderla come schiava a Salamina e dove fu recuperata da Telamone che la rese incinta di Aiace Telamonio.
Un giorno, Eracle visitò l'amico Telamone nella sua reggia e fu invitato ad un banchetto dove libò perché il figlio di Peribea crescesse sano e forte. Subito dopo il banchetto, la donna diede alla luce Aiace.